# Oeuvre van Hugo Distler

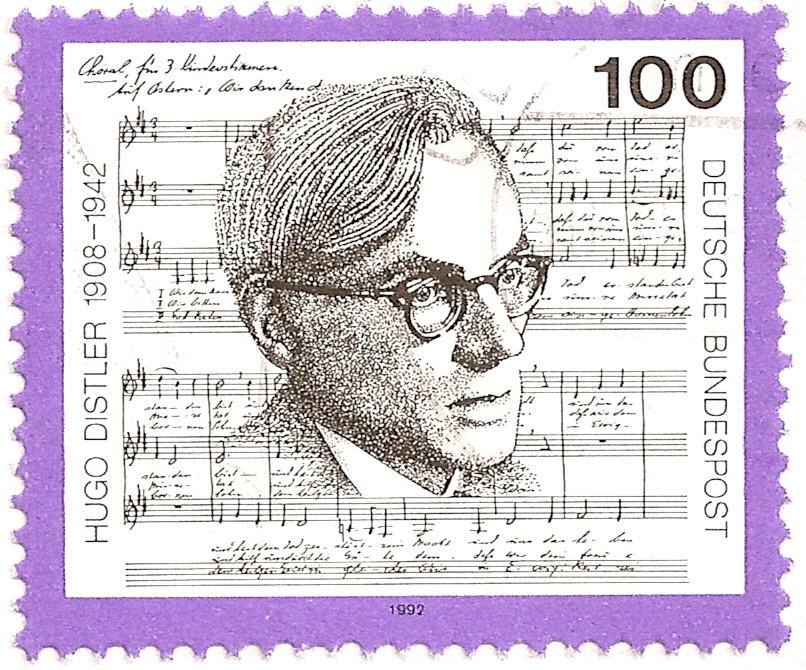
Hugo Distler op Duitse postzegel van 1992.

Het meest actuele register van het oeuvre van Hugo Distler staat afgedrukt in “Hugo Distler, eine musikalische Biografie” van Wienfried Lüdemann. Als eerste staan de werken met opusnummer. Daarna volgen de werken die zijn uitgegeven zonder opusnummer. Niet alle werken zijn onder de genoemde bestelnummers nog verkrijgbaar.

## Werken met opusnummers
- Op. 1 Konzertante Sonate, voor twee klavieren (Breitkopf & Härtel 30377)
- Op. 2 Motette über den Choral “Herzlich lieb hab’ ich Dich, o Herr”, voor twee gemengde koren, a capella (Breitkopf & Härtels Partitur-Bibliothek 3348)
- Op. 3 Eine Deutsche Choralmesse, voor zesstemmig gemengdkoor a capella (Breitkopf & Härtels Partitur-Bibliothek 3407)
- Op. 4 Kleine Adventsmusik, voor fluit, hobo, viool, cello (ad libitum), orgel (klavecimbel of piano), kamerkoor en spreker (Breitkopf & Härtels Partitur Bibliothek 4967)
- Op. 5 Der Jahrkreis, een verzameling van 52 twee- en driestemmige geestelijke koormuzieken te gebruik in kerk-, school- en amateurkoren (Bärenreiter-Ausgabe 676)
- (Op. 5a,1)	Psalm12 Ach Gott, vom Himmel sieh darein, liedmotet voor drie gelijke stemmen (Kleine Bärenreiter-Ausgabe 4947)
- (Op. 5a,2)	Psalm 130 Aus tiefer Not schrei ich zu Dir, voor vijfstemmig gemengd koor, uit: Luther-Kantate (Kleine Bärenreiter-Ausgabe 4948)
- (Op. 5a,3)	Christe, Du bist der helle Tag, voor vijfstemmig gemengd koor, uit: Luther-Kantate (Kleine Bärenreiter-Ausgabe 4948)
- (Op. 5b,1) Weiß mir ein schönes Röselein, voor drie gemengde stemmen, uit: Drei weltliche Chorlieder (Bärenreiter Chorblatt 191)
- Op. 6,1	Christ, der du bist der helle Tag', Kleine geistliche Abendmusik, voor driestemmig gemengd koor, 2 violen en continuo (Bärenreiter-Ausgabe 636)
- Op. 6,2	Drei kleine Choralmotetten, voor vierstemmig gemengd koor
  - Es ist das Heil uns kommen her (Kleine Bärenreiter-Ausgabe 586/587)
  - Komm Heiliger Geist, Herre Gott (Kleine Bärenreiter-Ausgabe 588)
  - Lobe den Herren, den mächtigen König der Ehren (Kleine Bärenreiter-Ausgabe 589)
- Op. 7 Choralpassion, voor vijfstemmig gemengd koor a capella en twee voorzangers (Evangelist en Jezus) (Bärenreiter-Ausgabe 633)
- Op. 8,1	Orgelpartita Nun komm, der Heiden Heiland (Veni, redemptor gentium) (Bärenreiter-Ausgabe 637)
- Op. 8,2	Orgelpartita Wachet auf, ruft uns die Stimme (Bärenreiter-Ausgabe 883)
- Op. 8,3	Kleine Orgelchoral-Bearbeitungen (Bärenreiter-Ausgabe 1222)
- Op. 9,1	An die Natur, wereldlijke cantate voor gemengd koor, sopraansolo, strijkkwartet of –kwintet en piano (klavecimbel) (Bärenreiter-Ausgabe 683)
- (Op. 9,2) Das Lied von der Glocke, voor bariton, vier gemengde stemmen, twee piano’s en orkest (Bärenreiter-Ausgabe 3360)
- Op. 10 Die Weihnachtsgeschichte, voor vierstemmig gemengd koor a capella en vier voorzangers (Bärenreiter-Ausgabe 690)
- Op. 10 Es ist ein Ros entsprungen, koraalmotet voor vierstemmig gemengd koor en sopraansolo, uit: die Weihnachtsgeschichte (Bärenreiter-Ausgabe 681)
- Op. 11 Choralkantate Wo Gott zuhaus nit gibt sein Gunst, voor vierstemmig gemengd koor, vier solostemmen (ad libitum) strijkers, twee hobo's en klavecimbel (orgel of piano) (Bärenreiter-Ausgabe 750)
- Op. 11,2 Kleine Choralkantate Nun danket all und bringet Ehr’, voor sopraan, tenor, vierstemmig gemengd koor, strijkers en orgel (Bärenreiter-Ausgabe 758)
- Op. 12 Geistliche Chormusik, voor gemengd koor a capella
  - 1.	Singet dem Herrn ein neues Lied, voor vierstemmig koor a capella (Bärenreiter-Ausgabe 751)
  - 2.	Totentanz, voor vierstemmig koor a capella (Bärenreiter-Ausgabe 752)
    - Daarbij: Es ist ein Schnitter heißt der Tod, Thema met 12 variaties voor fluitsolo. Voor vierstemmig koor a capella (Bärenreiter-Ausgabe 752)

  - 3.	Wach auf, du Deutsches Reich, voor vierstemmig koor a capella (Bärenreiter-Ausgabe 753)
  - 4.	Singet frisch und wohlgemut, voor vierstemmig koor a capella (Bärenreiter-Ausgabe 754)
  - 5. Ich wollt, daß ich daheime wär, voor vierstemmig koor a capella (Bärenreiter-Ausgabe 755)
  - 6. Wachet auf, ruft uns die Stimme, voor vijfstemmig koor a capella (Bärenreiter-Ausgabe 756)
  - 7. In der Welt habt ihr Angst, voor vierstemmig koor a capella (Bärenreiter-Ausgabe 757)
  - 8.	Das ist je gewißlich wahr, voor vierstemmig koor a capella (Bärenreiter-Ausgabe 1801)
  - 9.	Führwahr, er trug unsere Krankheit, voor vierstemmig koor a capella (Bärenreiter-Ausgabe 1802)
- Op. 13	Liturgische Sätze über altevangelische Kyrie- und Gloriaweisen, twee- tot achtstemmige bezetting, voor koren met gelijke en gemengde stemmen (Bärenreiter-Ausgabe 884)
- Op. 14	Konzert für Cembalo und Streichorchester (Bärenreiter-Ausgabe 1000)
- Op. 14	Konzert für Cembalo und Streichorchester (het oorspronkelijk geplande IIIe deel) (Bärenreiter-Ausgabe 7393)
- Op. 15a	Sonate für zwei Geigen und Klavier über alte deutsche Volkslieder (Bärenreiter-Ausgabe 1091)
- Op. 15b	Elf kleine Klavierstücke für die Jugend (Bärenreiter-Ausgabe 1803)
- Op. 16	Neues Chorliederbuch, voor gemengd koor a capella
  - 1.	Bauernlieder, voor vierstemmig koor (Bärenreiter-Ausgabe 1056)
  - 2.	Minnelieder I, voor vier- tot zesstemmig koor (Bärenreiter-Ausgabe 1057)
  - 3.	Minnelieder II, voor vier- tot achtstemmig koor (Bärenreiter-Ausgabe 1058)
  - 4.	Kalendersprüche I, voor vijfstemmig koor, voorzanger en eenstemmig koor (ad libitum) (Bärenreiter-Ausgabe 1059)
  - 5. Kalendersprüche II, voor vijfstemmig koor, voorzanger en eenstemmig koor (ad libitum) (Bärenreiter-Ausgabe 1060)
  - 6.	Kalendersprüche III, voor vijf- tot achtstemmig koor, voorzanger en eenstemmig koor (ad libitum) (Bärenreiter-Ausgabe 1061)
  - 7. Kalendersprüche IV, voor vijfstemmig koor, voorzanger en eenstemmig koor (ad libitum) (Bärenreiter-Ausgabe 1062)
  - 8.	Fröhliche Lieder, voor voorzanger (tenor) en vierstemmig koor (Bärenreiter-Ausgabe 1063)
- Op. 17	Geistliche Konzerte, voor hoge stem en orgel (klavecimbel) (Bärenreiter-Ausgabe 1231)
  - 1.	Es ist ein köstlich ding, dem Herren danken
  - 2. Freuet euch in dem Herrn allerwege
  - 3. Lieben Brüder, schicket euch in die Zeit
- Op. 18,1	Dreißig Spielstücke für die Kleinorgel oder andere Tasteninstrumente (Bärenreiter-Ausgabe 1288)
- Op. 18,2	Orgelsonate (trio) (Bärenreiter-Ausgabe1308)
- Op. 19	Möricke Chorliederbuch (Bärenreiter-Ausgabe 1515)
  - deel 1 voor gemengd koor
  - deel 2 voor vrouwenkoor
  - deel 3 voor mannenkoor
- Op. 20,1	Streichquartett a-moll (Bärenreiter-Ausgabe 2693)
- Op. 20,2	Konzertstück für zwei Klaviere (Bärenreiter-Ausgabe 1807)
- Op. 21,1	Lied am Herde, solocantate voor hoge bas en kamerorkest (Bärenreiter-Ausgabe 1828) Bewerking hoge bas (of alt) en piano (Bärenreiter-Ausgabe 1979)
- Op. 21,2 Kleine Sing- und Spielmusik, variaties voor stem en instrumenten (fluit, hobo, strijkkwartet, piano of klavecimbel) (Bärenreiter-Ausgabe 2046)

## Instrumentale werken zonder opusnummer
- Kleine Sonate für Klavier in C-Dur (Bärenreiter Verlag in planning)
- Kammermusik, voor fluit, hobo, viool, altviool, cello en piano (Strube-Verlag 7039)
- Wie schön leuchtet der Morgenstern, koraalvoorspel voor orgel (Edition Breitkopf 5282b)
- Kammerkonzert für Cembalo und elf Soloinstrumente (Bärenreiter-Ausgabe 7687)
- Erhalt uns Herr, bei deinem Wort, twee intonaties voor orgel (verschenen in Bärenreiter-Ausgabe 8224)
- Wie schön leuchtet der Morgenstern (verschenen in Bärenreiter-Ausgabe 8224)
- Vom Himmel hoch, da komm ich her,klein concert en koraal voor orgel (Bärenreiter Verlag in planning)
- Konzertstück für Klavier und Orchester (Bärenreiter-Ausgabe 2783)
- Ritter Blaubart, toneelmuziek voor kamerorkest (fluit/piccolo, hobo/ Engelse hoorn, fagot, hoorn, kleine trommel, triangel, strijkers en klavecimbel), sopraan en tenor (Bärenreiter-Ausgabe 7711)

## Instrumentaal-vocale werken zonder opusnummer
- Drei Lieder, voor lage vrouwenstem en piano (Bärenreiter-Ausgabe 4116)
- Kleine Sommerkantate, voor twee sopranen en strijkkwartet (Bärenreiter-Ausgabe 1064)

## Geestelijke vocale weken zonder opusnummer
- Der grimmige Tod mit seinem Pfeil, liedbewerking voor driestemmig gemengd koor (Bärenreiter-Ausgabe 6481)
- Heut ist uns ein Kindlein geborn, lied voor vierstemmig gemengd koor (Bärenreiter-Ausgabe 6481)
- Allein zu dir, Herr Jesu Christ, motet voor vierstemmig gemengd koor (Bärenreiter-Ausgabe 7545)
- Ave Maria zart, motet voor vierstemmig gemengd koor (Bärenreiter-Ausgabe 7545)
- Gloria in Excelsis Deo, driestemmige vocale fuga (Bärenreiter-Ausgabe 7545)
- Nun ruhen alle Wälder, motet voor vierstemmig gemengd koor (Bärenreiter-Ausgabe 7545)
- O Heiland, reiß die Himmel auf, motet voor vierstemmig gemengd koor (Kleine Bärenreiter-Ausgabe 1065)
- Mit Freuden zart, lied voor twee gelijke stemmen (Die Kantorei, Berlin Steglitz, Choralblatt D1)
- Mit Freuden zart, lied voor drie gelijke stemmen (Die Kantorei, Berlin Steglitz, Choralblatt D2)
- Lobt Gott,  ihr Christen, alle gleich, klein koraalmotet voor vierstemmig gemengd koor (Bärenreiter-Ausgabe 934/935)
- Nun freut euch, lieben Christen gmein, klein koraalmotet voor vierstemmig gemengd koor (Bärenreiter-Ausgabe 936/937)
- Wacht auf, es tut euch not, motet voor vierstemmig gemengd koor a capella (Bärenreiter-Ausgabe 949)
- Ach Herr, ich bin nicht wert, motet voor vierstemmig gemengd koor (Kleine Bärenreiter-Ausgabe 1997)
- Jesus Christus gestern und heute, motet voor drie gelijke stemmen (Kleine Bärenreiter-Ausgabe 1608)
- Acht kleinere Choralmotetten, voor gelijke stemmen (verschenen in Bärenreiter-Ausgabe 1590)
  1. Aus tiefer Not schrei ich zu dir
  2. Christum wir sollen loben schon
  3. Der du bist drei in Einigkeit
  4. Gelobt sei Gott im höchsten Thron
  5. Gott der Vater wohn uns bei
  6. Heut triumphieret Gottes Sohn
  7. Ich ruf zu dir Herr Jesus Christ
  8. O Haupt vol Blut und Wunden (2 zettingen)
- Vom Himmel hoch, o Englein, kommt, lied voor vierstemmig gemengd koor (Kleine Bärenreiter-Ausgabe 1996)
- Den geboren hat ein’ Magd, lied voor vierstemmig gemengd koor (Kleine Bärenreiter-Ausgabe 1996)
- Gott der Vater wohn uns bei, lied voor drie gelijke stemmen (Kleine Bärenreiter-Ausgabe 1998)
- Macht hoch die Tür, lied voor vierstemmig gemengd koor (Bärenreiter-Ausgabe 3010)

## Wereldlijke vocale werken zonder opusnummer
- Der Tag hat sich geneiget, lied voor vierstimmig gemengd koor (Bärenreiter-Ausgabe 6368, Bärenreiter Chorblatt 124)
- Es geht ein dunkle Wolke herein, lied voor vierstemmig gemengd koor (Bärenreiter-Ausgabe 1699, Bärenreiter Chorblatt 17)
- Heilige Familie,  lied voor vierstemmig mannenkoor (Hansatische Verlagsanstalt, Hamburg)
- Vöglein Schwermut, voor driestemmig mannenkoor (Hanseatische Verlagsanstalt, Hamburg, Nagels Chorblätter 43)
- Deutschland und Deutsch-Österreich, voor vierstemmig mannenkoor (Kleine Bärenreiter-Ausgabe 769, niet meer verkrijgbaar)
- Sechs Liedsätze für Männerchor, verschenen in: Das Männerlied (Bärenreiter-Verlag)

1. Frisch auf in Gottes Namen
2. Wach auf, wach auf, du deutsches Land
3. Sichers Deutschland, schläfst du noch
4. Es ist ein Ros entsprungen
5. Sankt Michael
6. Abendlied eines Reisenden

- Die Sonne sinkt von hinnen, lied voor vierstemmig gemengd koor (Kleine Bärenreiter-Ausgabe 940)
- Musketier sein lust’ge Brüder, voor mannenkoor, verschenen in: Liederbuch für die Wehrmacht (Verlag C. F. Peters, Leipzig, in 1940)
- Morgen marschieren wir, voor mannenkoor, verschenen in: Liederbuch für die Wehrmacht (Verlag C. F. Peters, Leipzig, in 1940)
- Vier Volksliedsätze (Oorspronkelijk gepland als opus 20), opgenomen in: Geselliges Chorbuch II (Bärenreiter-Ausgabe 1699)

1. Ich hab die Nacht geträumet, voor vierstemmig gemengd koor
2. Weiß mir ein Blümlein blaue, voor driestemmig gemengd koor
3. Wach auf, wach auf, voor zesstemmig gemengd koor
4. Ich wollt gern singen, weiß nit, wie, voor vierstemmig gemengd koor